# Calle de Bravo
La calle de Bravo es una vía pública de la ciudad española de Sagunto.

## Descripción
La vía discurre desde la calle de Ordóñez hasta la plaza de la Antigua Morería, donde conecta con la calle de la Raseta. Lleva el apellido de la mujer que impulsó su apertura en 1900. Aparece descrita en el Nomenclator de las calles, plazas y puertas antiguas y modernas de la ciudad de Sagunto (1901) de Antonio Chabret y Fraga con las siguientes palabras:

Bravo (calle de). Tiene su entrada por la de Ordóñez y la salida á la de la Ollería. Esta calle es de reciente construcción, pues se abrió en 1900, por iniciativa de D.ª Carmen Bravo, cuyo hijo político es dueño de un huerto que en tiempos pasados había sido propiedad de los frailes de la Cartuja de Val de Cristo. El lado de este huerto recayente á la calle Real, empezó á urbanizarse en 1852, cuando la amortización de los bienes de la Iglesia hizo pasar á otras manos dicha finca, pero subsistió lo restante del huerto hasta la fecha indicada, en la que dicha señora lo enajenó en varias parcelas, dejando espacio para dos calles: una que lleva la denominación de Curruana, apellido de su esposo D. Salvador, y otra el que acabo de apuntar.
(Chabret y Fraga, 1901, p. 39)